# Vacation Bible School
Vacation Bible School (VBS) är en kristen utbildningsverksamhet som fokuserar på barn, där kristna samfund, sommargårdar och liknande organisationer håller veckolånga eller längre evenemang under sommaren. Ibland hålls sådan utbildning även under andra tider på året.
Historiker tvistar om när första verksamheten av denna typ startades. Ett tidigt exempel var när söndagsskolläraren DT Milles startade en sådan skola 1894 i Hopedale i Illinois i USA.